# 石材店

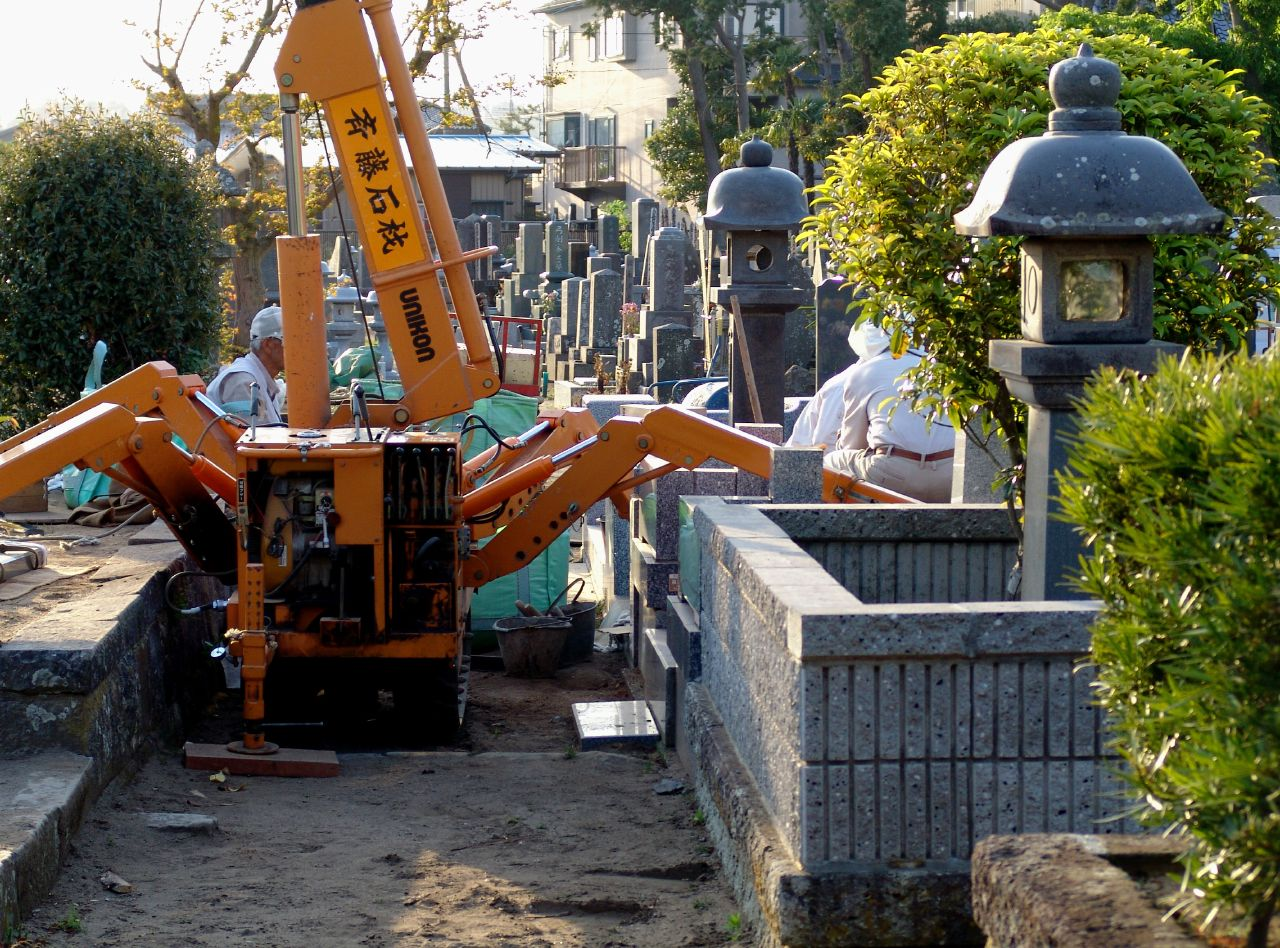
墓地の基礎工事

石材店（せきざいてん）は、石材などの原材料を使用して墓石などの加工を行う製造業。造った石製品を店舗や工場で販売を行う。

## 概要
墓石に関連する広範な業務を扱い、契約内容は加工（製造業）、基礎（土木工事）、設置（建設工事）など複合的である。
霊園や墓地の販売仲介、墓所や墓石の修繕、改葬、地震対策、コーティング、防草舗装、洗浄、納骨や散骨の手配、墓石撤去、墓じまい、墓参り代行、など多様なサービスを提供する｡

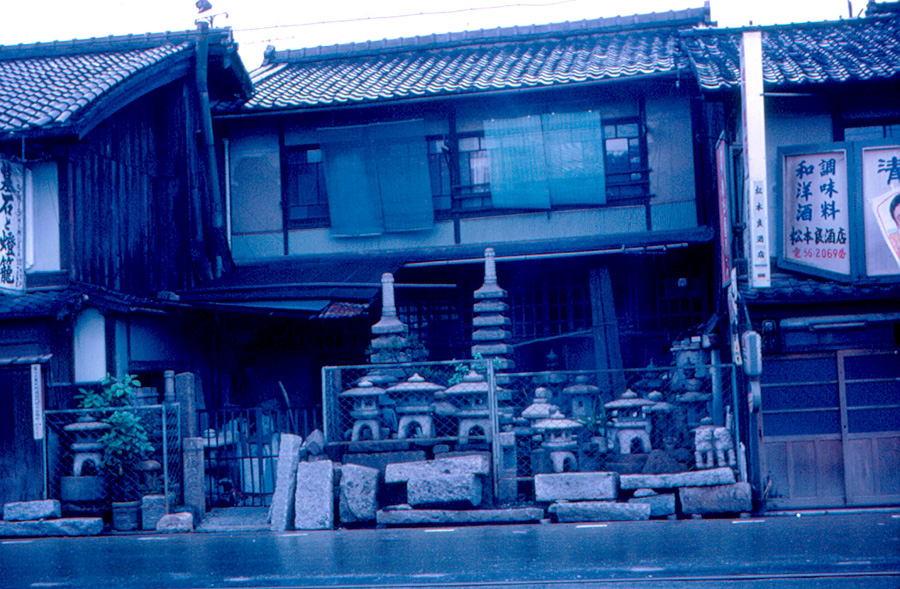
石材店の店先の石塔や石灯籠
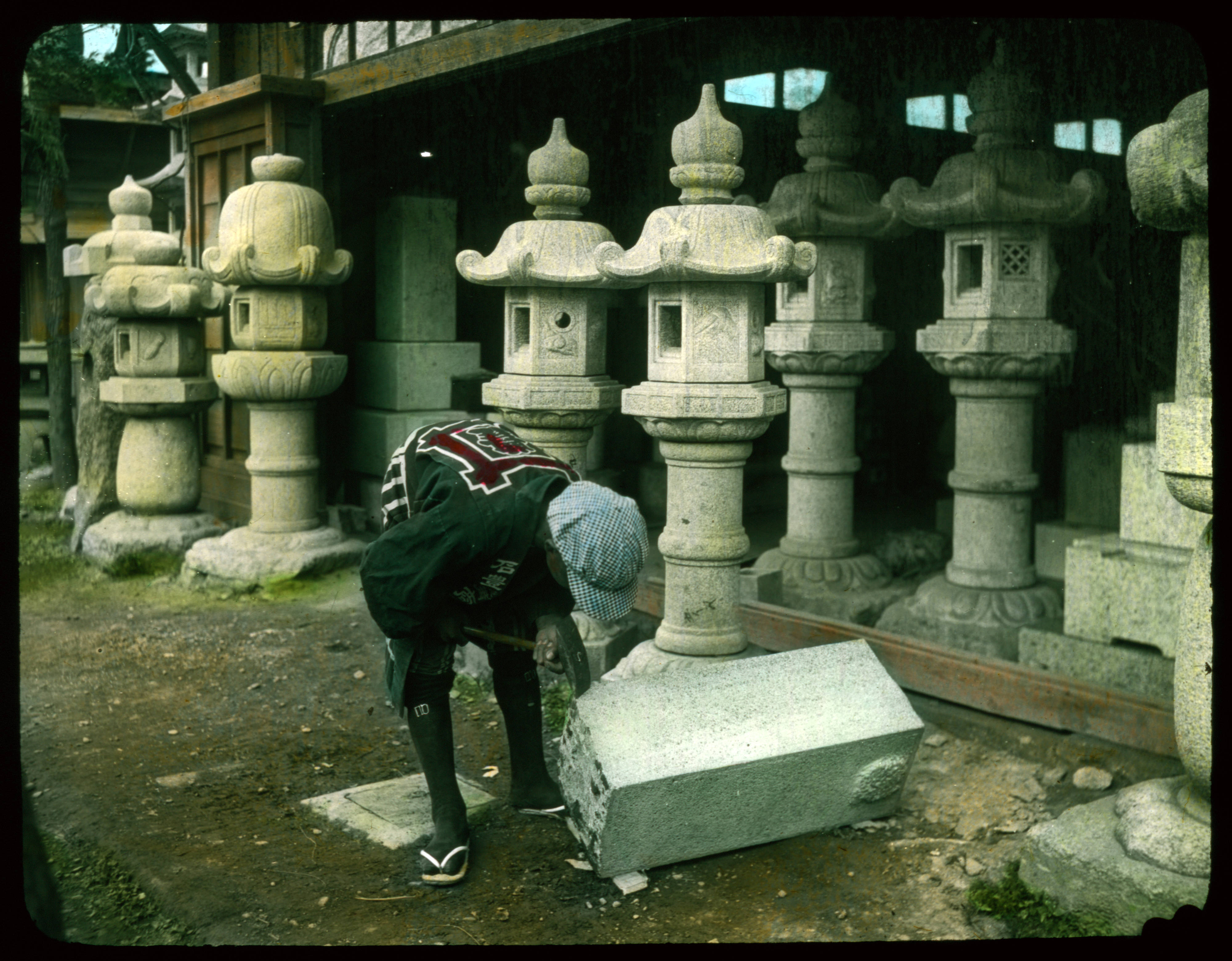
石灯籠を造る職人
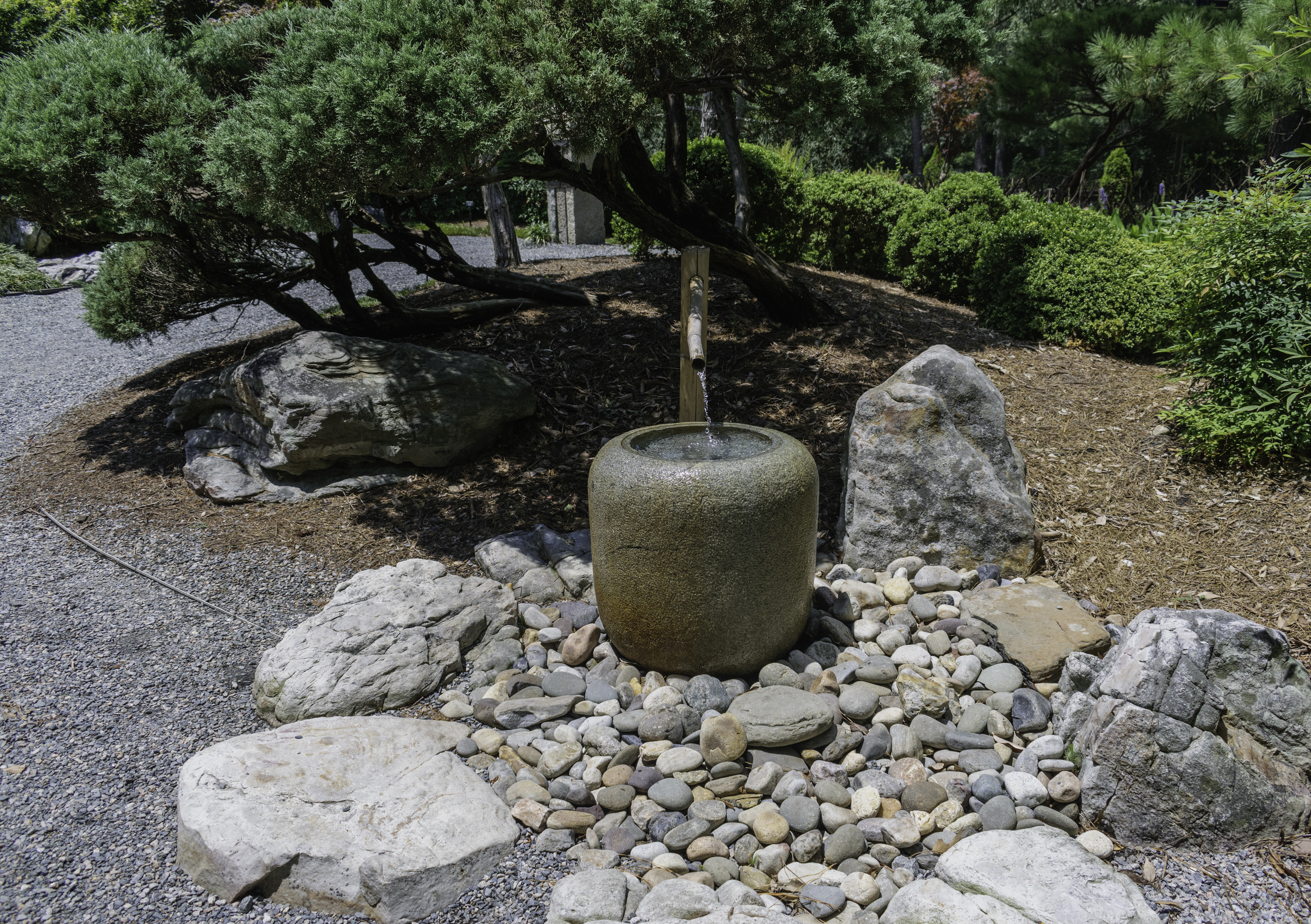
つくばい
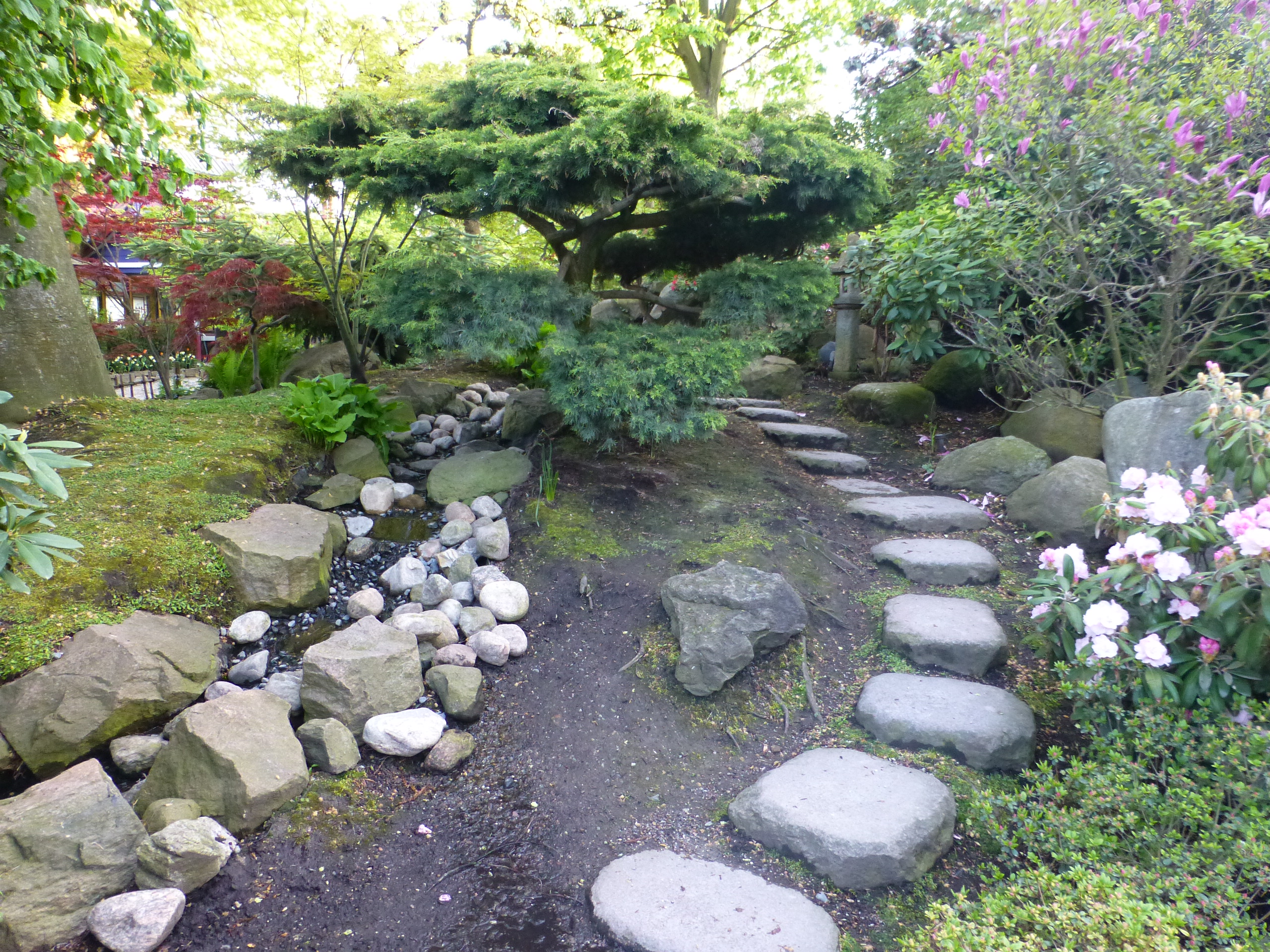
飛石

墓石以外、地蔵や狛犬などの石仏や石像、石碑、記念碑、慰霊碑、ペット墓などのモニュメント、石灯籠、つくばい、手水鉢などの造園品、石畳や敷石、ほか石材製品を手配して販売する。仏壇やカロートペンダントなど手元供養用品を販売する店もある。

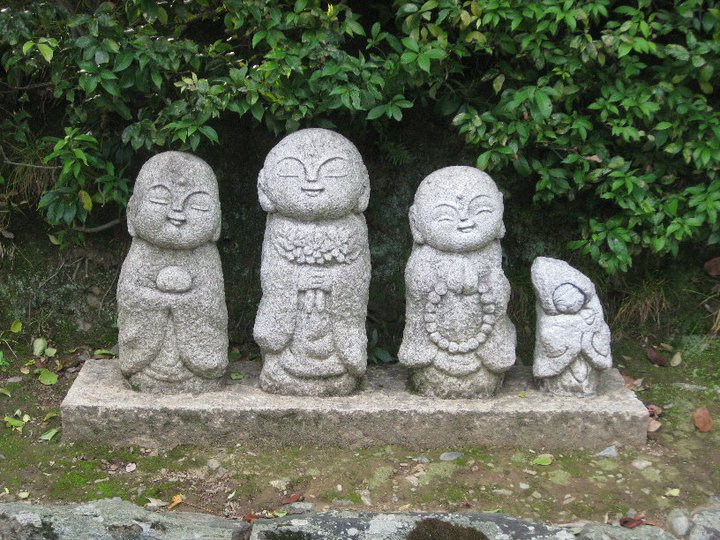
お地蔵様
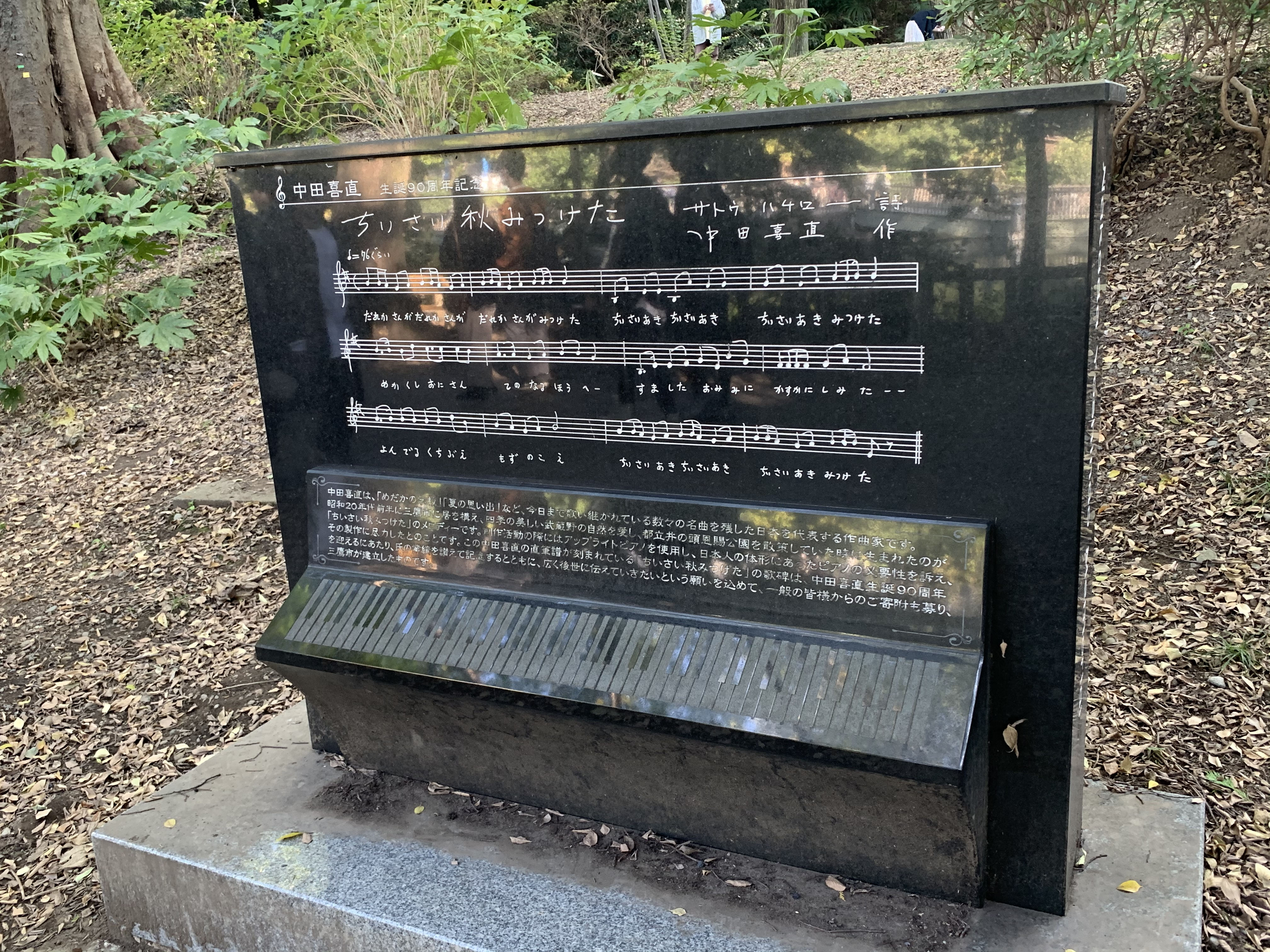
「ちいさい秋みつけた」歌碑
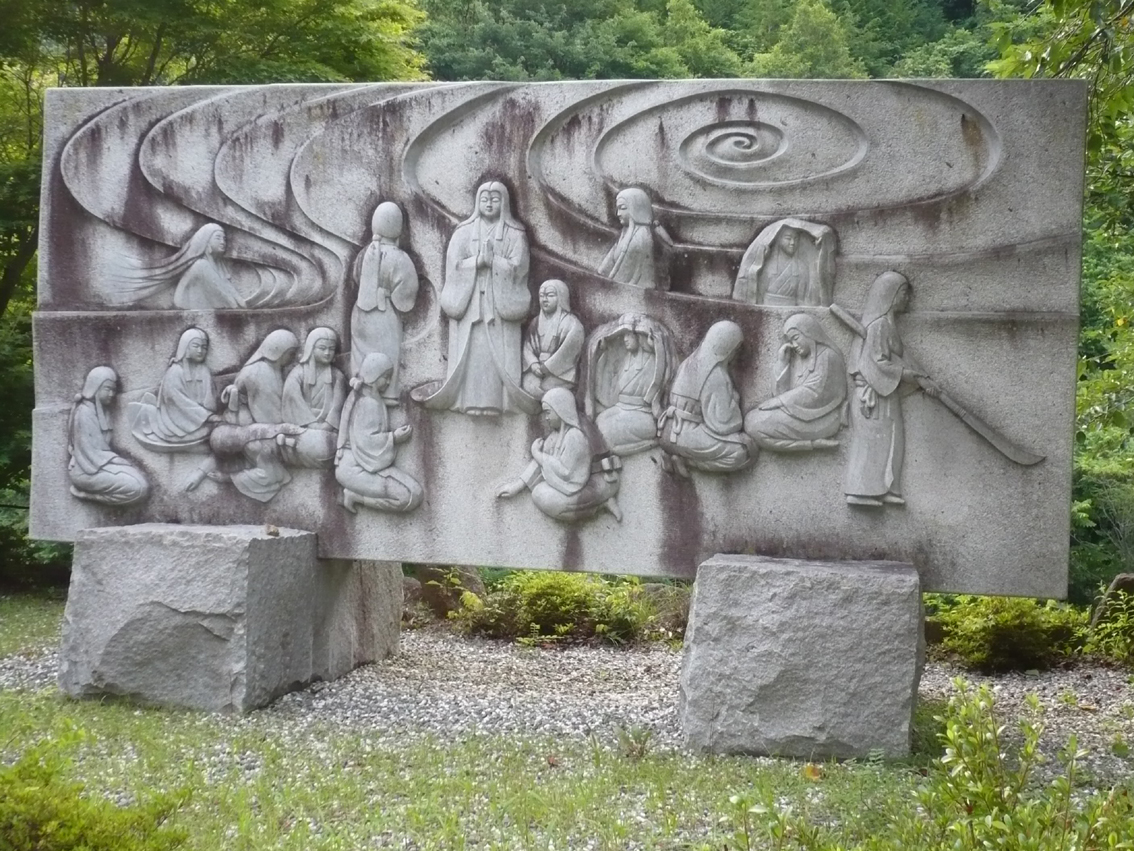
「姫ヶ淵慰霊碑」

墓石のデザインも昔ながらのものに加えて、西洋式の横型のお墓やゴルフボールの形をしたお墓や、タバコの形をしたお墓など、故人の趣味に合わせた自由な発想のお墓が増えてきた。著名人の墓のような個性的な、いろいろなデザインのお墓のことを、総称して「デザイン墓石」と呼ぶことが多い。

## 産地偽装問題
採掘業者が山から切り出した花崗岩や安山岩などの岩石の原材料を仕入れ、それらを石材店で切削加工から研磨加工を行い墓石にする。
悪質な石材店が墓石の産地偽装などをしていた経緯から各部分でカメラを使用した写真撮影による管理が近年基準になってきている。
墓石に使用できる石材は数100種類にもなり素人では判断できないが、中には説明だけをし墓石の転売や産地偽装を行う悪徳ブローカーなども存在する。
近年は安価な輸入製品などがシェアを占める。輸入品が増えたことで国産材と混同し製造地が偽わられた産地偽装の墓石も多くなり問題となっていた。
食品偽装問題など、他の業種でも産地偽装問題の発生している。
対応策として墓石を購入した消費者には国立印刷局で製造された証書で原産地証明書が発行されている。
生産地と生産者を証明するのには採掘者と加工者の両方の印鑑が必要であり証書に押印される。偽造すると有印私文書偽造の罪になる。日本製であることも証明され購入者に対してトレーサビリティ出来るようになっている。
転売屋やブローカーなどが日本国内の原石を転売して中国に輸出され逆輸入された生産国を偽った違法な産地偽装の国産墓石もあり問題となっている。
インド材を中国に輸出し日本に輸入する際に中国やベトナムで伝票を改ざんする悪質な産地偽装やマネー・ロンダリングもある。
工場を持たない転売屋やブローカーが契約時の説明に他社の工場での加工写真を見せ説明する優良誤認や原産地等誤認惹起行為などの不正競争防止法に関わる問題も多い。
そのことから国産材や輸入品を問わず墓石を購入するエンドユーザーに対するトレーサビリティや企業コンプライアンスが求められている。

## 関連する事業
関連する事業として葬祭業や仏具・神具・お墓参り用の花を販売する生花店などがあるが、石材店とは別業種として分類されている。